# Anta do Paço da Vinha
A Anta do Paço da Vinha, Anta do Paço das Vinhas ou ainda Anta 1 da Herdade do Paço das Vinhas está classificada como Monumento Nacional desde 1910 e integrada num dos Circuitos Megalíticos do município de Évora.
Situa-se na Herdade do Paço das Vinhas, 500 m a NNE do Monte das Vinhas, junto ao Rio Degebe.
A anta possui um grande dólmen de corredor, conservando sete esteios da câmara e o chapéu "in situ", apresentando-se este decorado com covinhas. O corredor conserva-se numa extensão de 9,30 m.